# Gentiana scabra
Gentiana scabra är en gentianaväxtart som beskrevs av Aleksandr Andrejevitj Bunge. Gentiana scabra ingår i släktet gentianor, och familjen gentianaväxter.

## Underarter
Arten delas in i följande underarter:
- G. s. stenophylla
- G. s. buergeri